# Phobos (muziekfestival)
Phobos is een muziekfestival in  Wuppertal, Duitsland. Er spelen bands uit het genre ambient en soundscape. Het festival is opgezet door de band Phelios. Zij speelden in 2006 en 2007 ook al in de Sophiakerk in Wuppertal en hebben dit uitgebouwd naar een heus muziekfestival.

## Line-up 2009
Herbst9, Inade, Phelios en False Mirror

## Line-up 2010
Raison Detre, Land:Fire, Svartsinn, Circular, Northaunt

## Line-up 2011
Bad Sector, Kammarheit, Troum, Altrox, Allseits

## Line-up 2012
Desiderii Marginis, S.E.T.I., AUN, Sphäre Sechs, Premonition Factory